# (1381) Danubia
(1381) Danubia es un asteroide perteneciente al cinturón de asteroides descubierto el 20 de agosto de 1930 por Evgueni Fiodórovich Skvortsov desde el observatorio de Simeiz en Crimea.
Está nombrado por el Danubio, uno de los grandes ríos de Europa.